# Караханіди
Помилка Lua у Модуль:Navbar у рядку 61: Неприпустима назва {{subst:PAGENAME}}.
Карахані́ди або Ілек-хани — мусульманська тюркська династія, що очолювала в 927—1212 роки ранньофеодальну державу у Середній Азії (Східний Туркестан, Семиріччя, і Південне Притяньшання).
Караханіди вели завойовницьку політику, що призвело до падіння Саманідської держави.
На початку ХІІ століття частину держави Караханідів завоювали сельджуки, у 1330—1340-х — каракитаї; решту її території приєднав Хорезм.